# 辛亥俱樂部
辛亥俱樂部是大清帝國晚期的一个政党，為中國最早的合法政黨之一。由立憲派人士組成，慶親王內閣聯合政府的三個執政黨之一。

## 成立
1911年，因應宣布立憲，辛亥俱樂部首先由資政院議員長福、羅傑、易宗夔、胡駿、黎尚雯等官僚發起組成。

## 發展
剛成立時成員共270人，其中非議員身分之成員與議員各佔一半，而議員內則以欽定議員較多。後由於田桐、魏宸組等人加入，才逐漸從官黨轉為民黨。